# Porsche Cayman

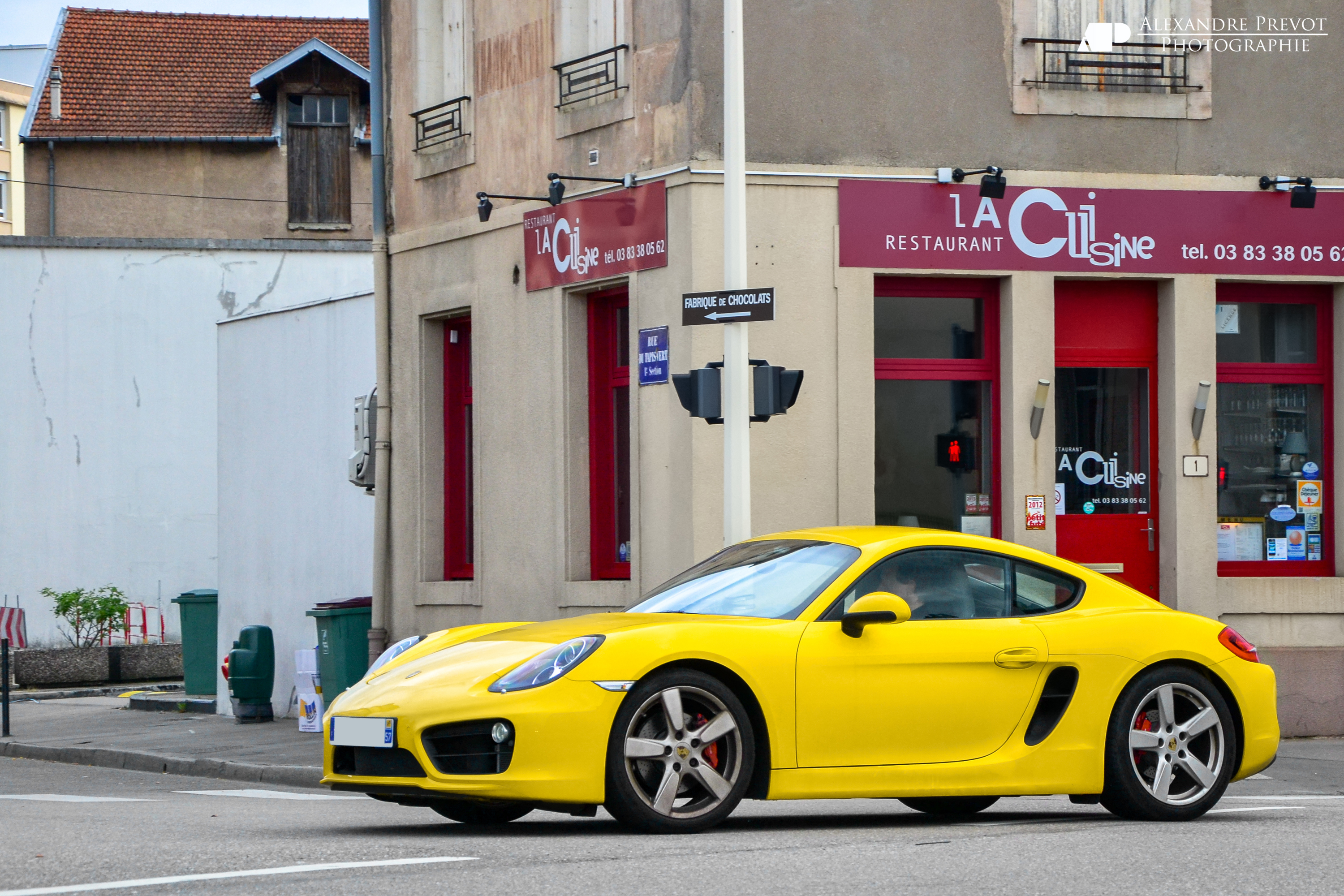
Porsche Cayman, 2e generatie (vanaf 2013)

De Porsche Cayman is een sportauto die wordt geproduceerd door Porsche AG. De Cayman is door Porsche gepositioneerd om het gat tussen de Porsche Boxster en de Porsche 911 op te vullen. De Cayman is in feite een coupémodel van de Porsche Boxster. Kenmerkend voor de Cayman is de middenmotorconfiguratie. Dit in tegenstelling tot de Porsche 911 waar de motor zich achter de achteras bevindt. De Cayman heeft achterwielaandrijving.

## Eerste generatie

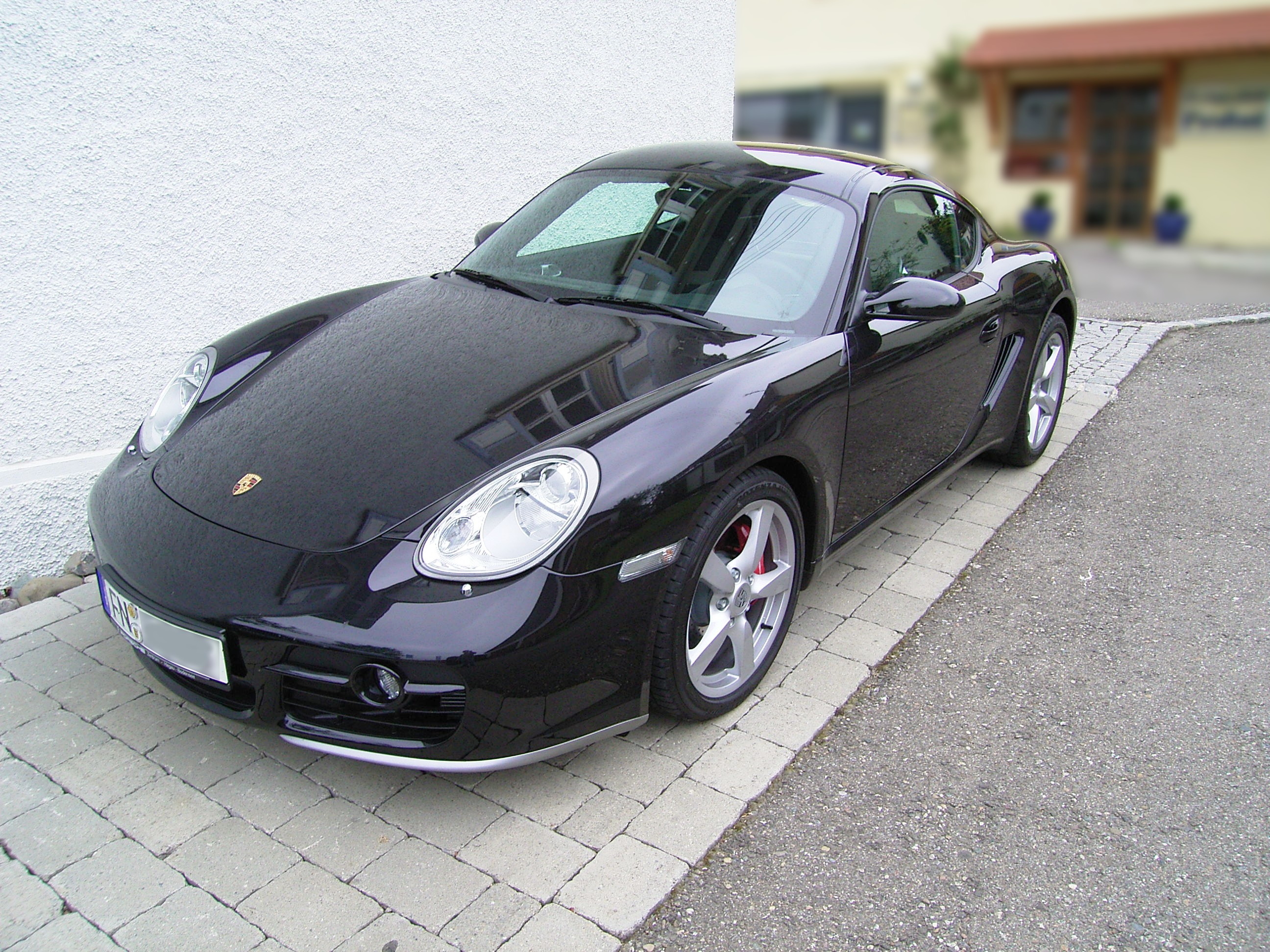
Porsche Cayman, 1e generatie

Porsche introduceerde in 2005 eerst de Cayman S. Deze is technisch gebaseerd op de tweede generatie Boxster S. De Cayman S heeft een 3,4-liter zescilinder boxermotor met een vermogen van 295 pk en een maximum koppel van 340 Nm. De acceleratie van 0-100 km/u duurt 5,4 seconden en de topsnelheid is 275 km/u. De Cayman S weegt 1340 kg.
Na de introductie van de Cayman S volgde in 2006 de "basis" Cayman. Deze is voorzien van een 2,7-liter zescilinder boxermotor met een vermogen van 245 pk en een maximum koppel van 273 Nm. De acceleratie van 0-100 km/u duurt 6,1 seconden en de topsnelheid is 258 km/u. De Cayman weegt 1300 kg.

## Facelift
Begin 2009 werd een facelift van de Cayman geïntroduceerd. De verschillen qua exterieur zijn klein. De Cayman is voorzien van nieuwe koplampen die zijn geïnspireerd op die van de Carrera GT. De mistlampen zijn naar buiten verplaatst en zijn voorzien van LED verlichting. De achterlampen zijn dynamischer geworden en ook de diffuser is aangepast.
Ook op motorisch vlak zijn diverse wijzigingen doorgevoerd. De motorinhoud van de standaard Cayman is toegenomen naar 2,9 liter. De motorinhoud van de Cayman S is hetzelfde gebleven, maar de motor is voorzien van directe brandstofinjectie (DFI). De motoren zijn krachtiger en zuiniger dan die van de eerste generatie.
De "basis" Cayman heeft een 2,9-liter zescilinder boxermotor met 265 pk en een maximumkoppel van 300 Nm. De acceleratie van 0-100 km/u duurt 5,8 seconden (6-versnellings handschakelbak) en de topsnelheid is 265 km/u. De Cayman weegt 1330 kg. De Cayman S heeft een 3,4-liter 6 cilinder boxermotor met 320 pk en een maximumkoppel van 370 Nm. De acceleratie van 0-100 km/u duurt 5,2 seconden (zesversnellings handschakelbak), de acceleratie van 0-160 km/u duurt 11,4 seconden en de topsnelheid is 277 km/u. De Cayman S weegt 1350 kg en in de PDK-uitvoering 1375 kg.
Porsche leverde de Cayman vanaf modeljaar 2009 ook met de nieuwe PDK versnellingsbak. Dankzij de dubbele koppeling schakelt deze Cayman variant sneller dan zijn voorganger, de vijftraps Tiptronic. De zeventraps versnellingsbak (PDK) in combinatie met de launch control maakt het mogelijk om met een Cayman S in 4,9 seconden naar de 100 km/u te sprinten en in 10,9 seconden naar de 160 km/u.

### Porsche Cayman R
In 2011 introduceerde Porsche de Porsche Cayman R. Deze is gebaseerd op de Porsche Cayman S met een lager gewicht en een iets krachtiger motor. De Cayman R is met 1295 kg, 55 kg lichter dan de Cayman S. Met de PDK automaat weegt de sportauto 1320 kg. De 3.4 liter 6 cilinder boxermotor levert 330 pk en heeft een maximumkoppel van 370 Nm. De acceleratie van 0-100 km/u duurt 5,0 seconden en de topsnelheid is 282 km/u. De Cayman heeft standaard een versnellingsbak met zes versnellingen. Optioneel is een zeventraps automaat (PDK) waarmee de acceleratie van 0-100 km/u 4,9 seconden duurt en de topsnelheid 280 km/u is. Met het optionele Sport Chrono Pakket gaat er nog 0,2 seconden van de 0-100 km/u acceleratietijd af.

## Tweede generatie

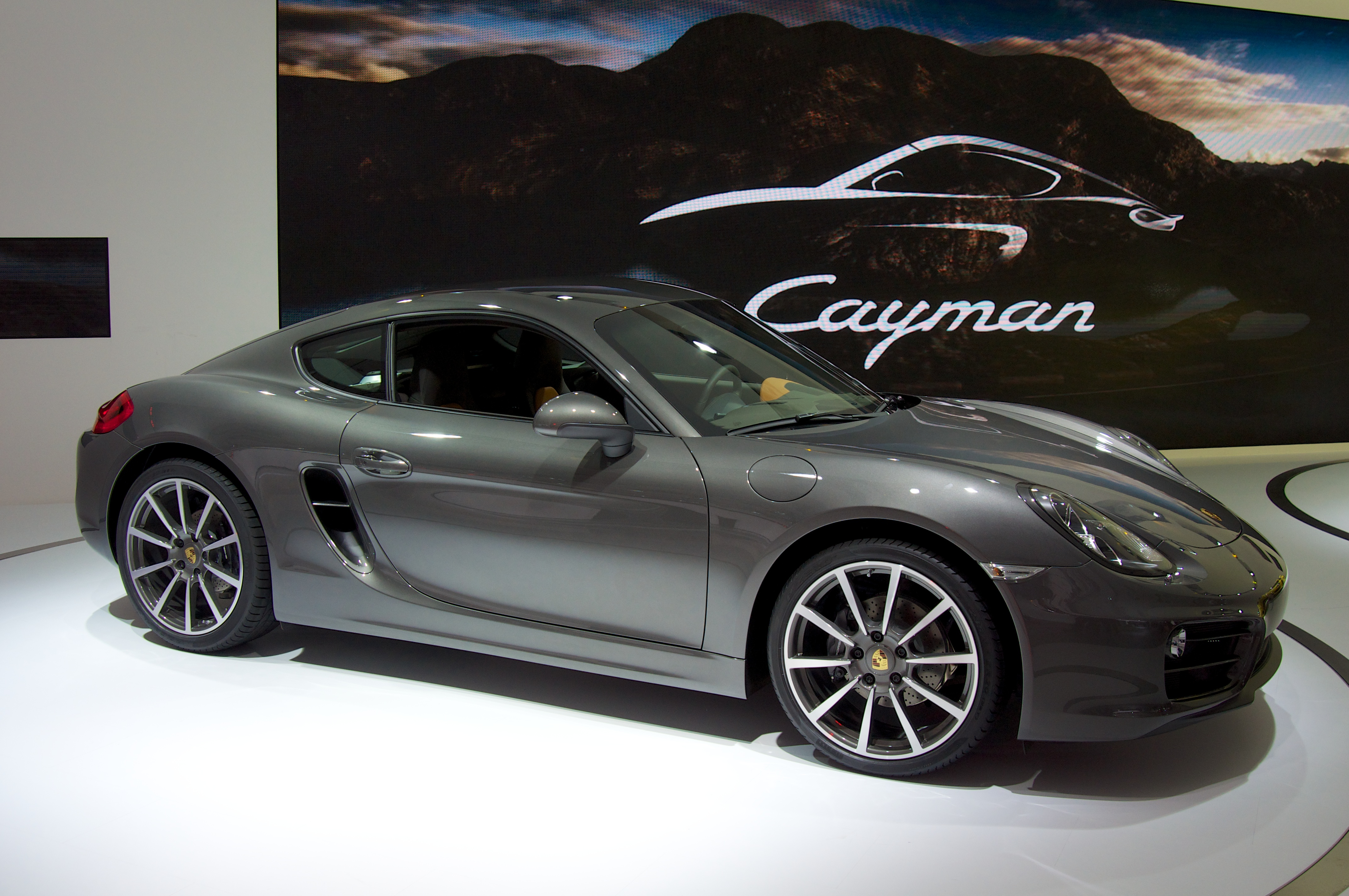
2e generatie Cayman

In 2012 werd de tweede generatie Cayman (modeljaar 2013) geïntroduceerd. Het exterieur van de Cayman is aangepast. Ook is de wielbasis van de Cayman langer geworden.
De "basis" Cayman heeft een 2,7-liter zescilinder boxermotor met 275 pk en een maximumkoppel van 290 Nm. De acceleratie van 0-100 km/u duurt 5,7 seconden en de topsnelheid is 266 km/u. De optionele zeventraps automaat (PDK) in combinatie met het optionele Sport Chrono Pakket verlaagt de acceleratie van 0-100 km/u tot 5,4 seconden. De basis Cayman weegt 1285 kg.
De Cayman S heeft een 3,4-liter zescilinder boxermotor met 325 pk en een maximumkoppel van 370 Nm. De acceleratie van 0-100 km/u duurt 5,0 seconden en de topsnelheid is 283 km/u. De optionele zeventraps automaat (PDK) in combinatie met het optionele Sport Chrono Pakket verlaagt de acceleratie van 0-100 km/u tot 4,7 seconden. De Cayman S weegt 1295 kg.

### Porsche Cayman GTS
In 2014 werd de Porsche Cayman GTS geïntroduceerd. GTS staat voor Grand Turismo Sport. De zescilinder boxermotor van de Cayman GTS is gebaseerd op de tweede generatie Cayman S. De 3,4 liter motor levert 340 pk en heeft een maximumkoppel van 380 Nm. De acceleratie van 0-100 km/u duurt met de standaard zesversnellings schakelbak 4,9 seconden en de topsnelheid is 285 km/u. Met de PDK-bak duurt de acceleratie van 0-100 km/u 4,8 seconden en is de topsnelheid 283 km/u. Met het optionele Sport Chrono Pakket gaat er nog 0,2 seconden van de 0-100 km/u acceleratietijd af.

### Porsche Cayman GT4 en GT4 Clubsport

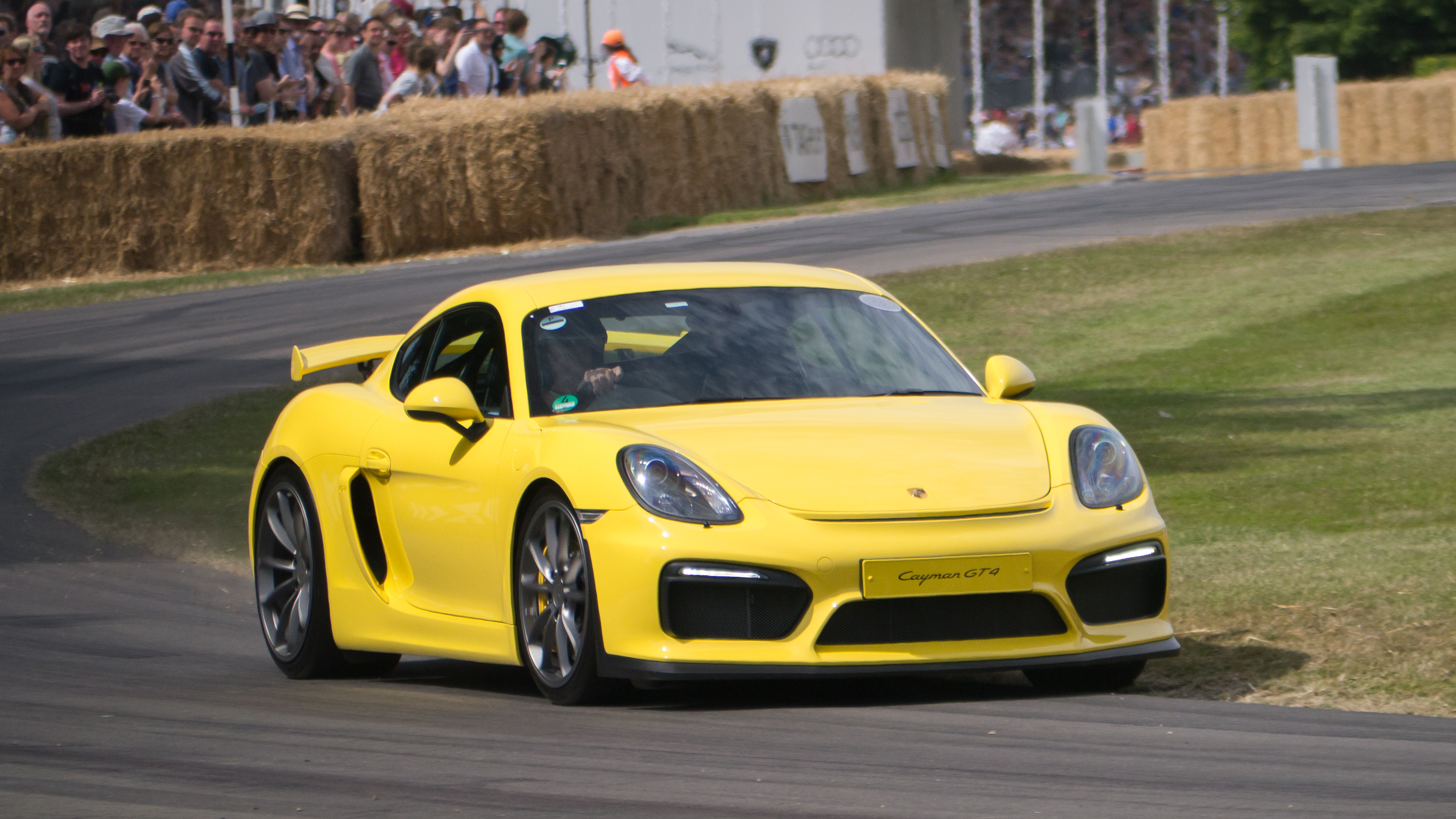
Cayman GT4

In 2015 introduceerde Porsche de GT4, de auto heeft een 3,8 liter motor die 385 pk levert. Het maximumkoppel bedraagt 420 Nm. Opmerkelijk is dat de auto alleen met een handgeschakelde zesversnellingsbak leverbaar is en niet met PDK. De acceleratie van 0-100 km/u duurt 4,4 seconden en de topsnelheid is 295 km/u. De Cayman GT4 weegt 1340 kg.
Eind 2015 volgde de aankondiging van de GT4 Clubsport. De auto is bedoeld als "clubracer" en wordt ook aangedreven door de 3.8 liter middenmotor met 385 pk, maar nu met een aangepaste PDK-automaat met zes versnellingen, te bedienen met paddles achter het stuur.
Verder is in het interieur alles wat overbodig is op het circuit achterwege is gelaten, dat scheelt gewicht – de GT4 Clubsport weegt 1300 kg - en maakt gewicht vrij voor extra hardware zoals het sperdifferentieel achter, een rolkooi, de racestoel met zespuntsgordel. Het remsysteem maakt gebruik van grote (380 mm) schijven rondom. Vóór worden remklauwen uit één stuk met zes zuigers toegepast, achter hebben de remklauwen vier zuigers. Het ABS-remsysteem kent twaalf standen en het stabiliteitssysteem ESP is geschikt gemaakt voor het gebruik van profielloze banden (slicks). De stuurinrichting is elektromechanisch, ook monteert Porsche de voor- en achterwielophanging van de 911 GT3 Cup. De basisversie heeft een standaard 90-liter tank, optioneel is een FT3-veiligheidstank met een inhoud van 70 of 100 liter leverbaar.